# Axel Rappe (1838–1918)
Axel Emil Rappe, född 2 oktober 1838 på Christinelund i Arby socken, Kalmar län, död 18 december 1918 i Stockholm, var en svensk friherre, militär (general) och krigsminister.

## Biografi

### Tidiga år
Fadern, Axel Ludvig Rappe, tillhörde en gammal krigarsläkt, av vilken tre medlemmar var med Karl XII vid Poltava. Vid sonens födelse var fadern löjtnant, avancerade med tiden till överste och blev sedan landshövding. Axel Rappe såg upp till sin far och kände en varm tillgivenhet för honom. I hemmet rådde enkla vanor: välling och gröt var huvudrätterna.

### Studier och militär karriär
Rappe tog kansliexamen i Uppsala universitet 1859 och blev underlöjtnant vid Upplands regemente samma år. Han var mycket road av sång och bildade tillsammans med tre andra en kvartett. Han fann tid för både arbete och nöje. "Så som Rappe har jag aldrig sett någon använda sin tid", berättade en av hans officerskamrater. "Gällde det arbete, låste han in sig på sitt rum, men hade han bestämt sig för ett nöje, då var han den siste på valplatsen."
År 1863 blev han löjtnant och 1865 blev han generalstabsofficer samt kapten i armén 1870. 

### Tjänstgöring i franska armén
När fransk-tyska kriget bröt ut 1870 begagnade han tillfället att få vara med i fält. Han lyckades få tillåtelse att gå med i franska armén och fick tjänstgöra som adjutant hos en av fördelningscheferna. I en strid utmärkte han sig genom att ta befälet över ett kompani vars samtliga officerare stupat. Även efter att ha blivit sårad i armen fortsatte han att föra befälet.
Rappes duglighet och dödsförakt förskaffade honom hederslegionens kors på själva slagfältet. Upprepade gånger visade han en ovanlig förmåga att rycka soldaterna med sig, även när kulorna ven om öronen på dem; och alltid gjorde han den erfarenheten – som han skrev i ett brev – att "med fransyska soldater kan man storma nästan vad som helst. Då de en gång satt sig i fart, är den enda svårighet, man har, att följa dem".
När han slutade sin tjänstgöring fick han av divisionsgeneralen vitsord för "sällsynt tapperhet i fyra bataljer och i flera mindre strider" samt betygande av "aktning och saknad av alla dem som lärt känna honom".
Efter kriget mot Preussen fortsatte han att under franska fanor kämpa mot upproriska araber och kabyler i Algeriet 1871–1872.
Under tiden i fransk tjänst nådde honom underrättelsen om hur försöken att nyorganisera den svenska armén strandade på böndernas motstånd i riksdagen. För honom var det klart att Frankrikes nederlag och olyckor kommit uteslutande av en felaktig organisation. Han önskade att de motsträviga bönderna i Stockholm hade fått se åtminstone en smula av allt det elände som det besegrade franska folket nu fick genomgå.
Rappes avsked ur fransk krigstjänst skedde under ampla lovord från hans armékårschef, som i en skrivelse till kung Oscar II gav sin adjutant vitsordet att ovanligt väl ha begagnat sin studietid vid franska armén. Vad Rappes militära egenskaper beträffade var generalen förvissad om att de "tillförsäkrade honom en lysande framtid".

### Återkomst till Sverige
Efter återkomsten till Sverige gick Rappes militära bana raskt uppåt. Han blev kapten i generalstaben 1873 och major i armén 1874. År 1876 blev han major i generalstaben och var 1878–1879 stabschef i Fjärde militärdistriktet. Han blev överstelöjtnant i Bohusläns regemente 1879, överste i armén 1881 och sedan överste och chef för Bohusläns regemente 1882. Under åren 1882–1885 var han tillförordnad chef för generalstaben och blev 1885 generalmajor och var chef för generalstaben 1885–1905. Han blev generallöjtnant och chef för Lantförsvarsdepartementet den 22 juni 1892 till 27 oktober 1899 samt slutligen general 1903.

### Krigsminister
När han år 1892 utsågs till krigsminister hälsades utnämningen med stor tillfredsställelse nästan överallt i Sverige. Det ansågs att om någon skulle kunna lösa försvarsproblemet, så var det general Rappe. Han var ju en av de få svenska officerare som hade personlig erfarenhet av vad det moderna kriget verkligen innebar. Han åtnjöt anseende för att vara inte bara en av Sveriges skickligaste strateger och organisatörer utan också en omutligt redbar karaktär, en riddersman utan fruktan och tadel. Även från utpräglat fredsvänligt håll uttalades belåtenhet med att Rappe blivit krigsminister. "General Rappe har", hette det i en tidning som representerade denna riktning, "med egna ögon sett all krigets förbannelse. Han längtar också efter och vet, att den skall komma, den tid då allt örlig med krig och blodig klädnad skall som ett orent kläde förtärt varda. Men detta hindrar honom lika litet att arbeta för sitt fosterlands betryggande försvar, som det en gång hindrade Moses och Josua, Gideon och David att modigt gå i striden."

### Övrigt engagemang
Rappe blev ledamot av andra klassen av Krigsvetenskapsakademien 1873 och av första klassen 1886 och blev hedersledamot av Kungliga Örlogsmannasällskapet 1890. Han var ordförande i Evangeliska Fosterlands-Stiftelsen 1906–1918 och var även medlem i Sällskapet Idun.

### Familj
Axel Rappe var son till landshövding Axel Ludvig Rappe och Lisette Emilia Augusta Björnstjerna. Han gifte sig 2 maj 1875 med Anna Sandahl (1855–1946), som var dotter till professor Oskar Theodor Sandahl, och blev far till Signe Rappe-Welden (1879–1974), Axel Rappe (1884–1945) och ytterligare fem barn. Han begravdes på Norra begravningsplatsen utanför Stockholm.

## Utmärkelser

### Svenska utmärkelser
- För tapperhet i fält i guld, 12 november 1872.[9][10]
- Riddare av första klassen av Svärdsorden, 1 december 1879.[9]
- Kommendör av första klassen av Svärdsorden, 17 september 1886.[11]
- Kommendör med stora korset av Svärdsorden, 1 december 1891.[12]
- Riddare och kommendör av Kungl. Maj:ts orden (Serafimerorden), 1 december 1904.[13]

### Utländska utmärkelser
- Riddare av Franska Hederslegionen, 9 september 1870.[9][14]
- Kommendör av Franska Hederslegionen, 22 augusti 1884.[9][15]
- Storofficer av Franska Hederslegionen, 17 december 1895.[9][16][17]
- Storkorset av Franska Hederslegionen, juli 1908.[9][18][19]
- Riddare av andra klassen av Ryska Sankt Annas orden, 19 augusti 1882.[9][15][14]
- Storkorset av Danska Dannebrogorden, 3 maj 1889.[9][15][20]
- Kommendör av första klassen av Norska Sankt Olavs orden, 17 september 1889.[9][15][20]
- Franska kolonialmedaljen, 1 augusti 1894.[9][10]